# Hymenoclea
Hymenoclea é um género botânico pertencente à família Asteraceae.

## Espécies
- Hymenoclea monogyra
- Hymenoclea salsola
- Hymenoclea sandersonii